# Sin límites (película de 2011)
Sin límites (titulada Limitless originalmente en inglés) es una película de ciencia ficción estrenada el 18 de marzo de 2011 en Estados Unidos, el 8 de abril del mismo año en España y el 26 de mayo del mismo año en Argentina. Protagonizada por Bradley Cooper, Abbie Cornish y Robert De Niro. Dirigida por Neil Burger, basada en la novela de Alan Glynn The Dark Fields.

## Argumento
Edward "Eddie" Morra (Bradley Cooper) es un aspirante a escritor que sufre un bloqueo crónico a la hora de escribir sus libros y, además, recientemente ha finalizado una relación sentimental con su novia Lindy (Abbie Cornish). Su vida da un giro inesperado cuando su excuñado Vernon Gant (Johnny Whitworth) le da a conocer el NZT, un medicamento experimental, revolucionario y en forma de pequeñas píldoras, que en algunas personas le permite aprovechar todo su potencial cognitivo. Con todos y cada uno de los impulsos nerviosos de su cerebro, Eddie puede recordar absolutamente todo lo que haya visto, leído o escuchado; incluso podrá aprender idiomas fluidamente con tan solo escucharlos, siempre que siga tomando el fármaco experimental.
Eddie no tardará en obtener sus primeras recompensas gracias al NZT, como, por ejemplo, su trabajo de éxito y conquista de Wall Street al relacionar información con los resultados de empresas. Sus hazañas hacen que un importante magnate se fije en él, Carl Van Loon (Robert De Niro), quien le invita a formar parte de la fusión corporativa más importante de la historia entre dos empresas de tecnología. Sin embargo, no todo serán buenas noticias, existe un grupo de personas desesperadas por hacerse con una dosis de NZT para tener beneficios. Eddie se verá implicado en una peligrosa trama policial, huirá de los que le persiguen e intentará aferrarse a su cada vez menor suministro del medicamento.
Poco después, su excuñado Vernon es asesinado por alguien buscando la droga en su lujoso departamento, Eddie lo encuentra muerto en el sillón después de ir a buscar comida y ropa lavada a cambio de otra pastilla, llama a la policía y todavía bajo los efectos de la primera pastilla, logra pensar en forma muy eficiente y obtener alguna ventaja, localiza el suministro de Vernon oculto en el horno de la cocina, oculta un sobre con dinero y las pastillas, declara a la policía y toma dosis cada vez mayores. 
Cuando su vida profesional y económica mejora, decide comenzar a invertir en la bolsa de valores. Es contratado en una firma de corretaje y retoma su relación con Lindy. Su éxito al poder relacionar eventos, información y sucesos afectando los resultados de las acciones, lo lleva a una reunión con el magnate de las finanzas Carl Van Loon, quien lo pone a prueba al buscarle consejo sobre una fusión con la compañía de un famoso empresario llamado Hank Atwood. Después de la reunión, Eddie sufre una sobre dosis y experimenta una pérdida de memoria de 18 horas, se refiere como un "salto de tiempo". Al día siguiente, en una reunión con Van Loon, Eddie ve una transmisión de noticias con una mujer asesinada en su habitación de hotel. Eddie la reconoce como la mujer relacionada sexualmente durante su salto de tiempo y abandona abruptamente la reunión preocupado por lo sucedido.
Eddie descubre a todos los relacionados con la droga NZT-48 están hospitalizados o muertos, revela en las calles un hombre con una gabardina lo estaba siguiendo. Le pide a Lindy recuperar la droga guardada en su departamento, la persiguen, consume la droga y escapa, entonces le dice a Eddie no poder estar con él mientras consuma la droga y no sabe los efectos en el futuro, ser violento y matarla. Eddie experimenta con NZT-48 y aprende a controlar su dosis, horario de sueño e ingesta de alimentos para evitar efectos secundarios. Contrata un laboratorio en un intento de aplicar ingeniería inversa a la droga, un abogado para evitar una investigación de la policía, la muerte de su excuñado Vernon o la mujer en la habitación del hotel y dos guardaespaldas para protegerlo de Gennady, un usurero prestamista de dinero para invertir en la bolsa de valores y lo amenaza con obtener más NZT-48 al probarla por casualidad.
El día de la fusión entre las dos empresas, el empresario dueño de una de las empresas de la fusión, Atwood cae en coma. Eddie anticipa con su inteligencia aumentada, algo malo estaría pasando con su salud, reconoce al conductor de la esposa de Atwood como el hombre de la gabardina por una herida en su cara cuando persigue a Lindy y entonces sospecha que Atwood también está relacionado con la producción de la droga en NZT-48. Mientras Eddie participa en una investigación de reconocimiento policial, para poder resolver el caso y dejar de ser considerado un sospechoso, su abogado le roba el suministro de pastillas a Eddie del bolsillo de su chaqueta. Eddie entra en abstinencia y, mientras Van Loon le pregunta sobre el coma de Atwood y la situación complicada, recibe un paquete por correo verificado con las manos cortadas de sus guardaespaldas. Se apresura a escapar y ocultarse en su nueva casa, un lujoso departamento en un edificio seguro y se encierra, entonces Gennady entra en el apartamento de Eddie y exija más de la droga NZT-48 para convertirse en un empresario. 
Gennady hace alarde de sus habilidades mientras se inyecta NZT-48, explicando descubrir algo nuevo, al inyectarlo directamente en el torrente sanguíneo, los efectos duran más y los síntomas de abstinencia disminuyen, se inyecta la droga frente a él en su departamento. Cuando Gennady amenaza con destriparlo, Eddie agarra su propio cuchillo de la cocina y mata a Gennady. Eddie luego consume la sangre derramada del brazo de Gennady, para ingerir parte de la droga NZT-48 en la sangre inyectada recientemente. Esto le da a Eddie una parte de las habilidades mentales de la droga una vez más, y puede matar a los guardaespaldas de Gennady en su departamento. Luego se encuentra con el hombre de la gabardina, con sus estados mentales alterados, supone que Atwood lo empleó para localizar más droga NZT-48 y poder vivir más tiempo, pero cuando Atwood muere, los dos llegan a un acuerdo, trabajan juntos, logrando un acuerdo de amistad con el hombre de la gabardina y recuperan el alijo de drogas de Eddie de su chaqueta, matando a su abogado en el departamento donde él vive.
Un año después, Eddie ha conservado su riqueza, publicado un nuevo libro con mucho reconocimiento y se postula para el Senado de los Estados Unidos. Entonces Van Loon lo visita y se presenta como un aportante de su campaña política, le revela absorbió la compañía fabricante de la droga secreta NZT-48, la fórmula ha desaparecido y él cerró el laboratorio secreto de Eddie, en donde ahora fabrica una copia de la droga sintetizada y ambos reconocen que Eddie probablemente se convertirá en presidente de los Estados Unidos algún día, entonces Van Loon le ofrece a Eddie un acuerdo amigable, fabricar nuevamente la droga, entregar un suministro continuo de la droga a cambio de que Eddie ayude a sus ambiciones en los negocios cuando sea electo Senador. 
Eddie lo acompaña hasta la calle en forma amigable, le dice a Van Loon que ya perfeccionó la droga en otro laboratorio secreto y se separó de la anterior droga, conservando sus habilidades sin efectos secundarios y la fórmula es secreta, Van Loon se despide de él y lo invita a hablar después en forma amigable, en otra ocasión para seguir haciendo planes juntos, lo sorprende con sus habilidades muy aumentadas, incluso se anima a predecir el futuro inmediato.
Eddie se despide de él y le da consejos sobre su salud, estableciendo una relación de amistad de mutuo respeto, entonces va a almorzar con Lindy a un restaurante elegante cercano. Después de hablar en idioma chino en forma muy fluida con el mesero del restaurante, Lindy mira a Eddie y se pregunta si realmente está fuera de NZT. Mira a Lindy y dice "¿Qué?"

## Reparto
- Bradley Cooper como Eddie Morra.
- Abbie Cornish como Lindy.
- Robert De Niro como Carl Van Loon.
- Andrew Howard como Gennady.
- Anna Friel como Melissa Gant.
- Johnny Whitworth como Vernon Gant.
- Tomas Arana como Man in Tan Coat.
- Robert John Burke como Don Pierce.
- Patricia Kalember como Mrs. Atwood.
- Darren Goldstein como Kevin Doyle.
- Ned Eisenberg como Morris Brandt.
- T.V. Carpio como Valerie.
- Richard Bekins como Hank Atwood.
- Caroline Winberg como María Winberg.

## Producción

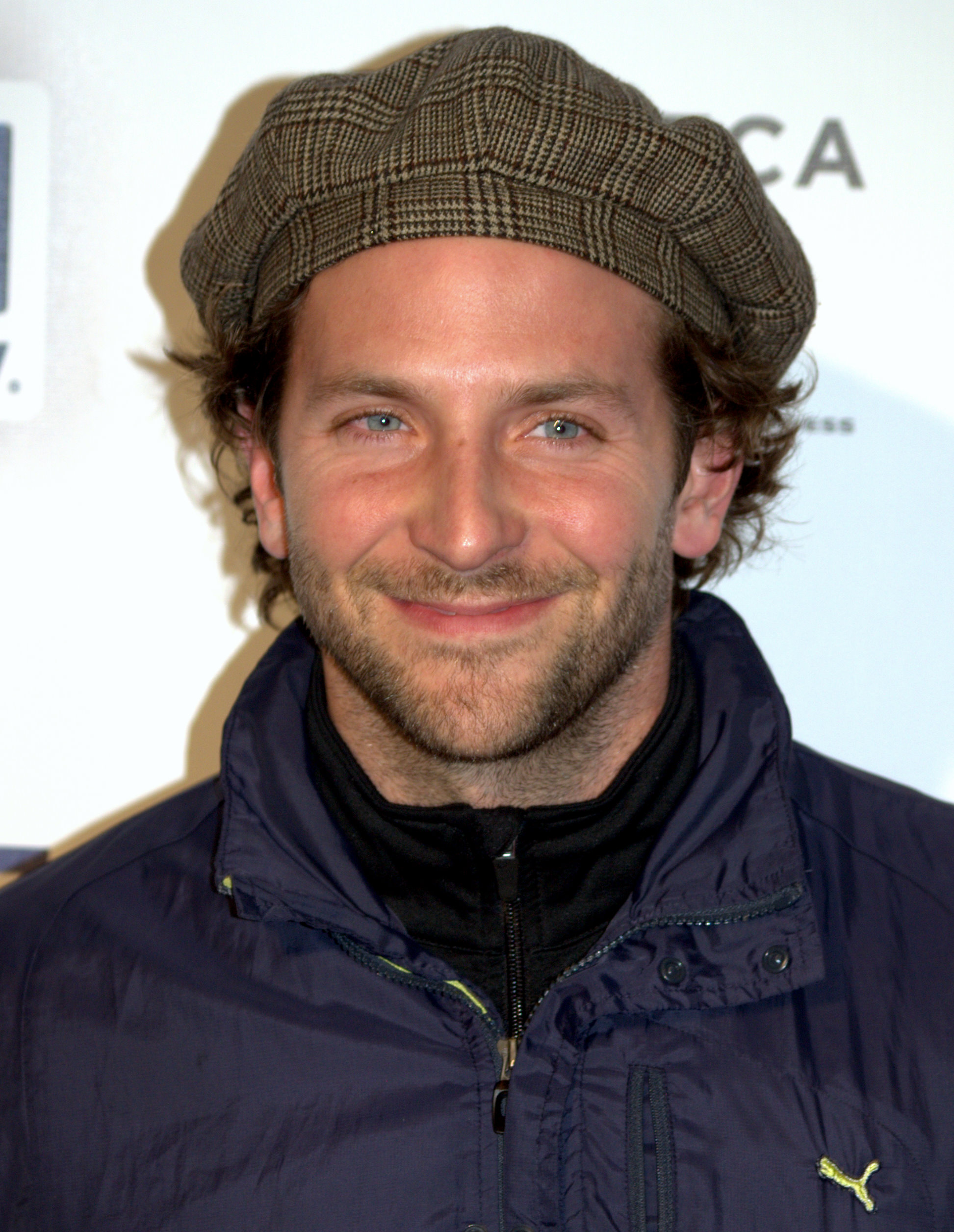
Bradley Cooper como Eddie Morra.

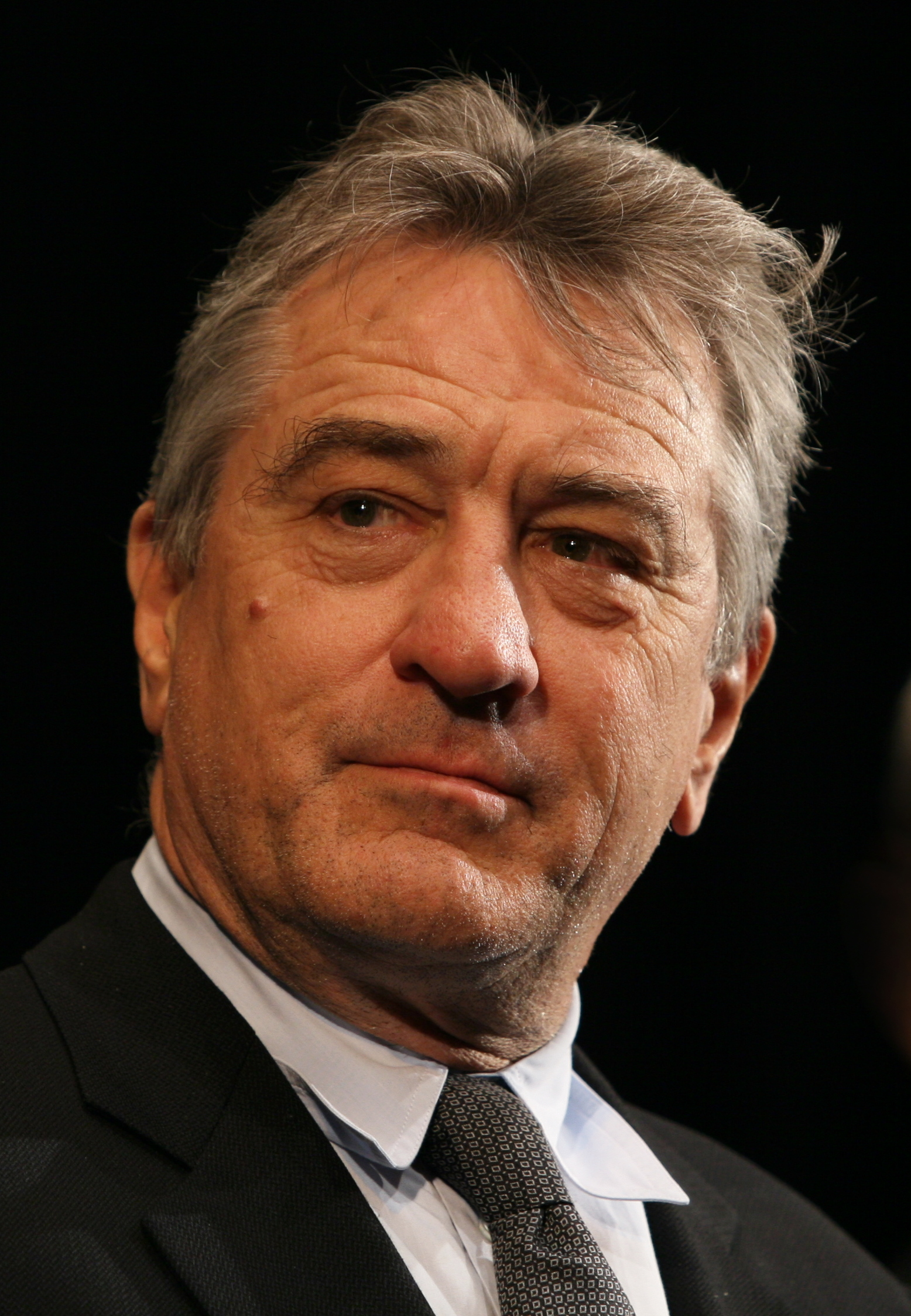
Robert De Niro como Carl Van Loon.

Se empezó a rodar en marzo de 2010 en diferentes localizaciones de Estados Unidos y México. Destacan las poblaciones de Nueva York y Filadelfia en Estados Unidos y Mazatlan, así como otras diferentes ciudades del estado de Nayarit en México. Inicialmente la cinta llevaba por título The Dark Fields e iba a ser protagonizada por Shia LaBeouf, pero este tuvo un accidente automovilístico y tuvo que abandonar la producción. Se rumoreó que Elizabeth Banks formaría parte del reparto de la película.

## Recepción

### Respuesta crítica
Según la página de Internet Rotten Tomatoes obtuvo un 70% de comentarios positivos, llegando a la siguiente conclusión: "aunque el guion es irregular, Neil Burger dirigió Sin límites con gran brillantez visual y Bradley Cooper es un carismático protagonista". Roger Ebert escribió para el Chicago Sun Times "Sin límites sólo usa un 15, quizás un 20% de su cerebro. Aun así, es más que la mayoría de las películas". Wesley Morris escribió "al igual que su protagonista, Sin límites es al mismo tiempo liosa e inteligente [...] La película es demasiado caótica para ser muy buena". Según la página de Internet Metacritic obtuvo críticas mixtas, con un 59%, basado en 37 comentarios de los cuales 18 son positivos.

### Taquilla
Estrenada en 2.756 cines estadounidenses debutó en primera posición con 18 millones de dólares, con una media por sala de 6.860 dólares, por delante de Rango. Recaudó 79 millones en Estados Unidos. Sumando las recaudaciones internacionales la cifra asciende a 161 millones. El presupuesto estimado invertido en la producción fue de 27 millones.

## Adaptación televisiva
El 31 de octubre de 2014, CBS anunció que ordenó un piloto basado en la película y fungiendo como una secuela de la misma. El guion fue escrito por Craig Sweeny. El proyecto es producido por Sweeny y Bradley Cooper junto a Todd Phillips, Alex Kurtzman, Roberto Orci y Heather Kadin de K/O Paper Products; así como por Ryan Kavanaugh, Tucker Tooley, Andrew Marcus, Ray Ricord y Tom Forman de Relativity Media. El 14 de septiembre de 2014, se dio a conocer que Marc Webb dirigiría el piloto.
El 8 de mayo de 2015 CBS escogió el piloto para desarrollar una serie, que fue estrenada el 22 de septiembre de 2015 y protagonizada por Jake McDorman y Jennifer Carpenter. Además, se dio a conocer que Cooper aparecería de forma recurrente interpretando a Eddie Morra.